# Ansgar Ole Olsen
Ansgar Ole Olsen, född 21 september 1952 i Lyngens kommun i Troms i Norge, är en norsk klensmed och skulptör.
Ansgar Ole Olsen utbildade sig på  Norsk Kunsthåndverkskole i Voss 1981–82, fick lärlingsbrev i klensmide 1981, och studerade vid   Statens håndverks- og kunstindustriskole i Oslo 1982–86. Han hade sin första separatutställning 1988 på Galleri Albin Upp i Oslo.
Olsen har varit lärare på metallavdelningen på Statens håndverks- og kunstindustriskole i Oslo 1993–96 och även senare.

## Offentlig konst i urval
- Fantasi, väggutsmyckningar på Brannhaugen Barnehage, 2009,  rostfritt stål, plexiglas, sten med mera, Trondheim
- Landskap, vägg i rostfritt stål och mässing, 2009, matsalen i Diehtosiida i Kautokeino
- Väggutsmyckning i CC-Marten kjøpesenter, 2006, koppar, rostfritt stål, limträ,  Gjøvik
- Skulpturer vid Tømmerli bo- og aktivitetssenter, 2006 Ringsaker kommun, Brumunddal
- Skulpturer vid Mysen barneskole, 2004, målat stål, Eidsberg kommun
- Två skulpturer Flybåt, 1992, patinerad koppar och stål, Bodø flygplats